# Wallace' paradijsvogel
Wallace' paradijsvogel (Semioptera wallacii) is een middelgrote zangvogel uit de familie Paradisaeidae (paradijsvogels) en de superfamilie Corvoidea. Het is de enige soort van het geslacht Semioptera. De soort is vernoemd naar Alfred Russel Wallace, de Britse natuuronderzoeker en auteur van The Malay Archipelago, die de vogel ontdekte in 1858. Daarna is de vogel bijna 60 jaar niet meer gezien en tot 1953 nog maar zeer zelden. Tussen 1953 en 1983 was er geen enkele waarneming totdat de Britse ornitholoog David Bishop in 1983 begon met het maken van gedetailleerde observaties van het gedrag.

## Kenmerken
Wallace' paradijsvogel kan ongeveer 28 cm lang kan worden. Het mannetje van Wallace' paradijsvogel heeft een glanzend violet en lila gekleurde kruin, is verder donker met een smaragdgroen borstschild. De meest opvallende kenmerken zijn twee paar lange witte sierveren die uit de flanken (de vleugels) komen en die de vogel zelf in allerlei standen kan zetten. Het vrouwtje is weinig opvallend, olijfbruin gekleurd; ze is kleiner, met een langere staart dan het mannetje.

## Verspreiding en leefgebied
Wallace' paradijsvogel is een endemische vogelsoort uit de Noord-Molukken (Indonesië) en daardoor de meest westelijk voorkomende paradijsvogel. Het leefgebied bestaat uit regenwoud en uitgekapt natuurlijk bos, meestal boven de 250 m boven zeeniveau tot op 1200 m.
De soort telt twee ondersoorten:
- S. w. halmaherae: Halmahera.
- S. w. wallacii: Batjan.

## Baltsgedrag
De mannetje voeren een uitgebreid baltsritueel uit, hoog in de boomkronen van het regenbos. Zij doen dat in groepen, waarschijnlijk in een vorm van onderlinge concurrentie, waarbij een hiërarchie ontstaat. Onderdeel van de balts is het opvallend heen en weer en op en neer vliegen waarbij de sierveren van het borstschild en de lange sierveren aan de vleugels worden opgezet. Bij het neerdalen bollen de vleugels op in de vorm van een parachute.

## Status als beschermde diersoort
Wallace' paradijsvogel heeft een klein verspreidingsgebied en daardoor is er de kans op de status kwetsbaar (voor uitsterven). De grootte van de wereldpopulatie is niet gekwantificeerd. Het leefgebied wordt aangetast door ontbossing waarbij natuurlijk bos wordt omgezet in gebied voor agrarisch gebruik zoals zwerflandbouw en de aanleg van onder andere oliepalmplantages. Verder wordt het bos bedreigd door de aanleg van wegen en branden om bos om te zetten in weiland. Om deze redenen staat deze soort sinds 2014 gevoelig op de Rode Lijst van de IUCN.
Handel (levend, dood of in onderdelen) in deze vogelsoort (en alle andere paradijsvogels) is volgens de overeenkomst inzake de internationale handel in bedreigde soorten wilde dieren en planten (het CITES-verdrag) verboden.